# Anomalomma lycosinum
Anomalomma lycosinum är en spindelart som beskrevs av Simon 1890. Anomalomma lycosinum ingår i släktet Anomalomma och familjen vargspindlar. Inga underarter finns listade i Catalogue of Life.